# Villa Imperiale Scassi
La villa Imperiale Scassi è una storica dimora nobiliare del quartiere genovese di Sampierdarena; oggi sede della scuola secondaria Nicolò Barabino, fu costruita alla metà del Cinquecento dai fratelli Ponzello per la famiglia Imperiale.
Fu detta "la Bellezza" per il fasto della sua struttura architettonica e dei suoi interni e per lo scenografico parco racchiuso fra due crinali che risaliva fin quasi al culmine del colle di Promontorio.

## Storia

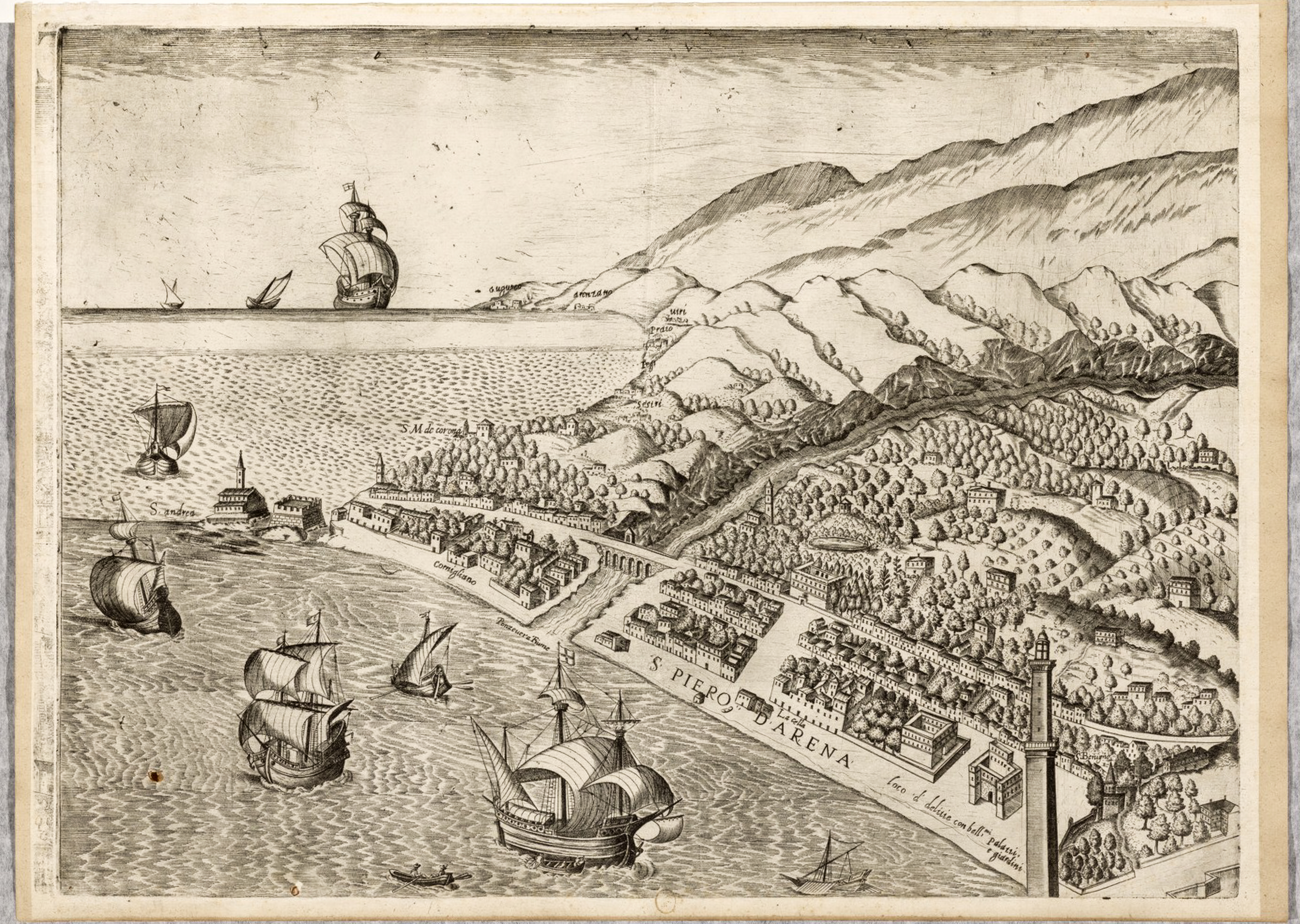
Il borgo in una mappa del 1637 di Alessandro Baratta, il luogo era così rinomato che il cartografo riportò sulla spiaggia la notazione: "loco di delizie con bellissimi palazzi e giardini". Si scorgono la villa Pallavicino Gardino, Villa Grimaldi e, al centro, Villa Scassi

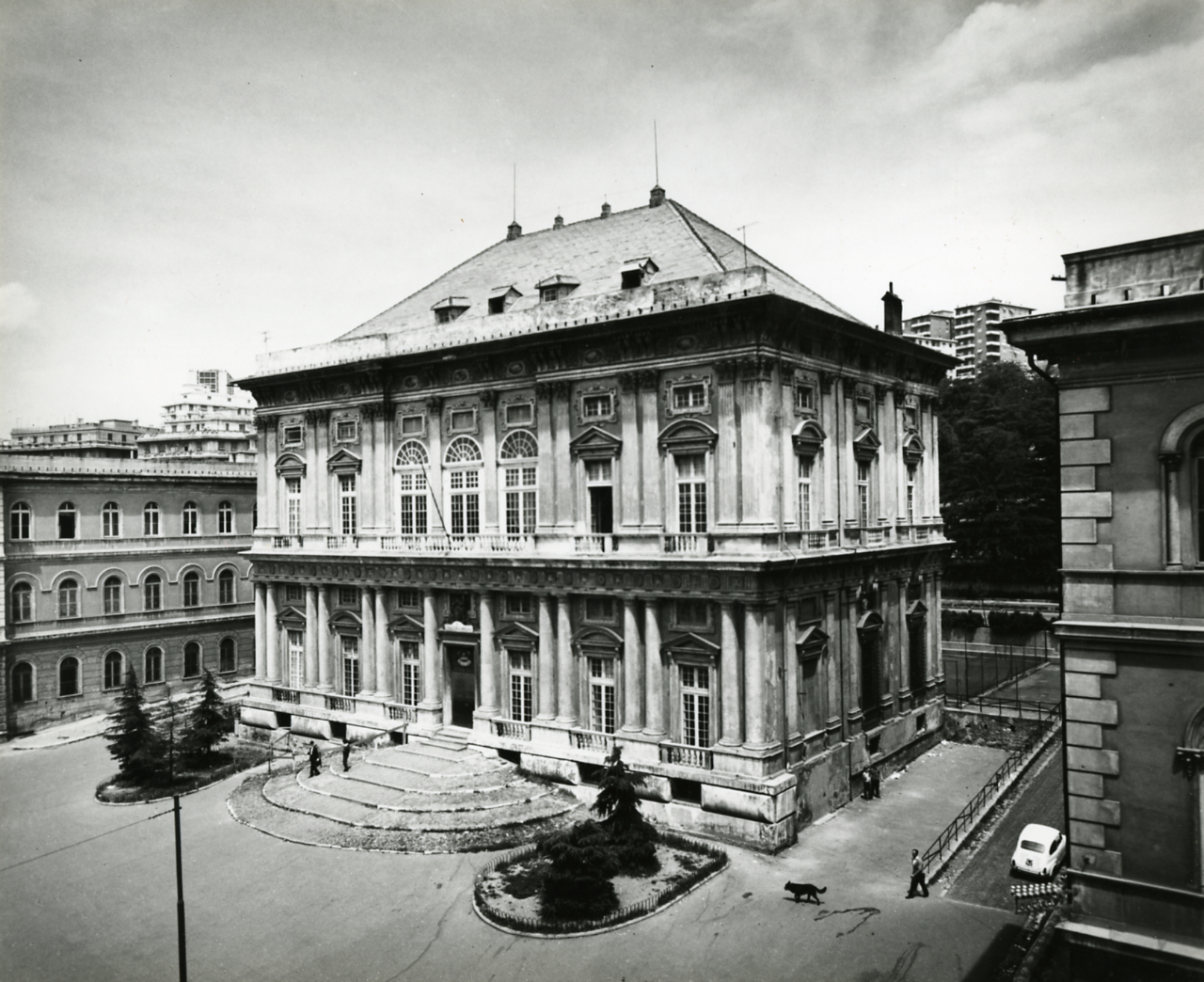
Il prospetto principale della villa in una foto di Paolo Monti del 1963

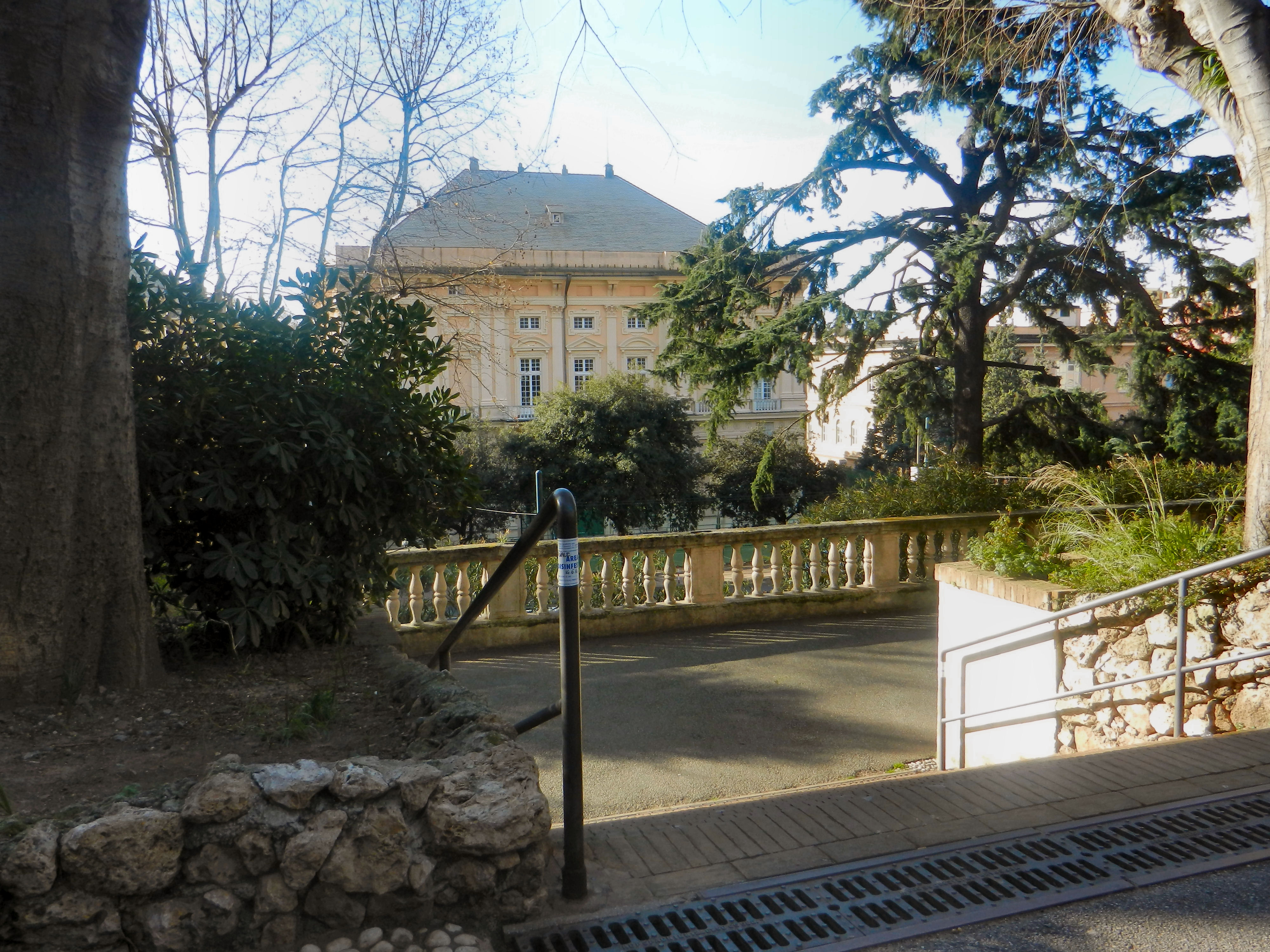
Prospetto posteriore visto dal giardino, ora parco pubblico

La villa, una delle più belle del comprensorio sampierdarenese, fu costruita tra il 1560 e il 1563 per Vincenzo Imperiale su progetto dei fratelli Domenico e Giovanni Ponzello, che si ispirarono allo stile introdotto a Genova dal perugino Galeazzo Alessi, ed in particolare alla villa Giustiniani Cambiaso di Albaro, trasferendo però rispetto a questa la loggia dal piano terreno al primo piano.
La decorazione originale di esterni ed interni voluta da Vincenzo Imperiale ad opera di grandi artisti attivi a Genova in quel periodo venne progressivamente arricchita dai figli Giovanni Giacomo, doge tra il 1617 e il 1619, e dal nipote Giovanni Vincenzo Imperiale, mecenate, protettore di artisti, oltre che scrittore e collezionista d'arte.
Dopo il periodo di splendore dei primi due secoli, tra la fine del Settecento e l'inizio dell'Ottocento la villa conobbe un periodo di degrado dovuto alle vicende storiche di quel tempo: durante l'assedio di Genova del 1800 fu utilizzata come ospedale e caserma dalle truppe austriache. Nel 1801 fu acquistata da Onofrio Scassi, ricco medico e docente universitario, ma nel 1802 venne requisita dal governo repubblicano filo-francese per farne un alloggio per gli ufficiali dell'armata napoleonica, e solo nel 1816, dopo la caduta di Napoleone, lo Scassi poté rientrarne in possesso e formalizzarne l'acquisto da Giulio Imperiale di S. Angelo.
Dal 1821 Onofrio Scassi la fece restaurare ed abbellire, riportandola all'antico splendore. Il progetto di ripristino fu affidato all'architetto Carlo Barabino, mentre Michele Canzio e Gaetano Centenaro eseguirono gli interventi decorativi all'interno, in stile neoclassico.

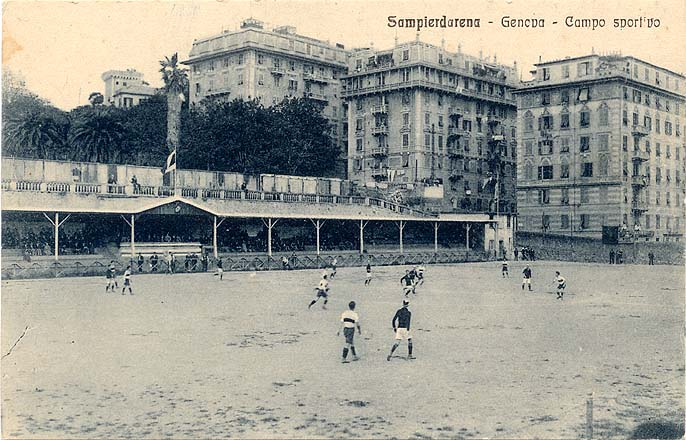
Lo stadio di villa Scassi

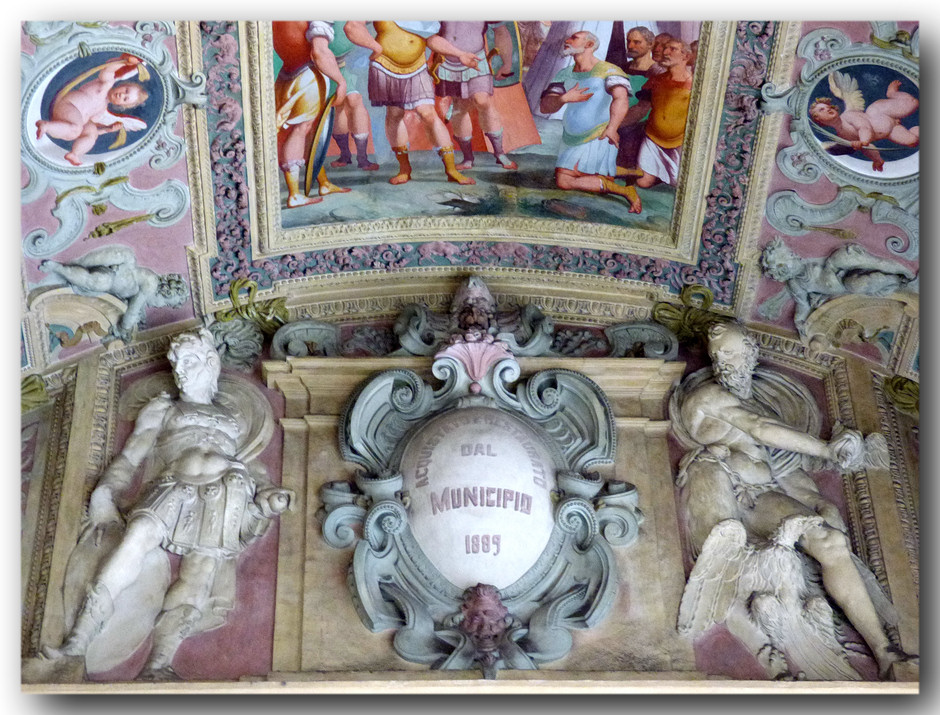
Data di restauro e acquisto da parte del comune di Sampierdarena

Nel 1888 la villa fu acquistata dal comune di Sampierdarena e nel 1926, con la costituzione della Grande Genova, entrò a far parte del patrimonio del comune di Genova.
Con l'espansione edilizia e viaria del Novecento la villa è stata completamente assorbita dal tessuto urbano cittadino, ma nonostante questo mantiene ancora la solennità e l'eleganza che nel corso della sua storia le hanno attribuito l'appellativo di "Bellezza".
Nei primi anni del Novecento ai suoi lati erano stati costruiti due edifici scolastici; la villa stessa venne adibita a sede scolastica, funzione che ha sempre mantenuto da allora, ospitando dal 1922 vari istituti; dopo un nuovo restauro eseguito negli anni 1937-1938 divenne sede dell'istituto professionale "Principe di Napoli" (nel dopoguerra reintitolato a Giuseppe Casaregis), ed in epoca recente della scuola media "N. Barabino".

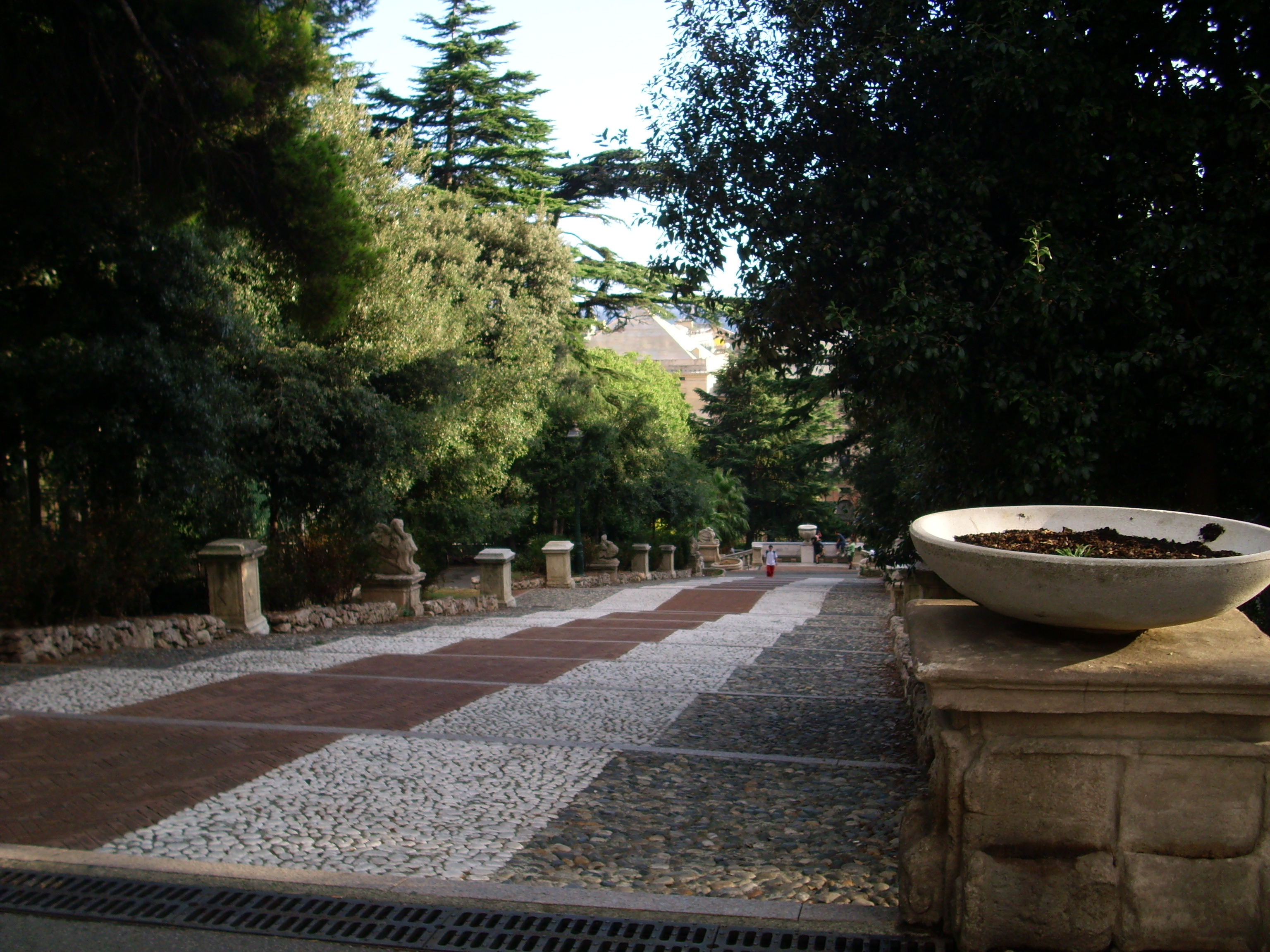
Scorcio del giardino

Il grande parco è stato in gran parte cancellato nella parte più a monte dalla costruzione, nel 1915, dell'ospedale Villa Scassi, terzo della città per importanza. Il palazzo perse definitivamente la continuità con il suo giardino intorno al 1920 quando nella zona immediatamente a monte fu realizzato uno stadio calcistico, terreno di gioco della Sampierdarenese tra il 1920 e il 1926, che ebbe però vita breve e venne a sua volta eliminato nel 1929 per l'apertura della nuova strada di scorrimento intitolata al generale alpino sampierdarenese Antonio Cantore. La parte centrale del parco, compresa tra via Cantore e corso Scassi, su cui sia apre l'ingresso principale dell'ospedale, è invece ancora oggi un giardino pubblico; dopo un periodo di degrado nella seconda metà del Novecento è stato oggetto di un progetto di riqualificazione completato nei primi anni duemila. Il giardino ha oggi un'estensione di circa 1,5 ha ed è il più grande parco pubblico nell'area urbana di Sampierdarena. Via Cantore e l'ospedale villa Scassi sono inoltre connessi da un ascensore pubblico, costruito anche utilizzando un contributo di oltre 940 000 euro del fondo FESR dell'Unione Europea, in grado di ospitare fino a 30 persone e di effettuare 14 viaggi all'ora della durata di 80 secondi.. Ascensore che ha sempre funzionato ad intemittenza  per via di una lunga serie di guasti, fino alla sua chiusura a tempo indeterminato, dal 2021. 
La parte di giardino antistante l'ingresso del palazzo, un tempo delimitata da una cancellata che la separava dalla pubblica via, ribattezzata "largo Pietro Gozzano", è anch'essa oggi uno spazio pubblico sul quale si affacciano altre storiche dimore sampierdarenesi.

### Ospiti illustri
Nel 1713 Francesco Maria Imperiale, all'epoca doge della Repubblica di Genova, ospitò nella villa Elisabetta Cristina di Brunswick, moglie di Carlo VI d'Asburgo, di passaggio in città diretta a Vienna.
Tra il 25 luglio e il 17 agosto del 1764 vi fu ospite il giovane duca di York, fratello del re Giorgio III d'Inghilterra.
Nel 1817 Onofrio Scassi ospitò nella villa appena rientrata in suo possesso (ed ancora da restaurare) il granduca Michele, fratello dello zar Alessandro I di Russia.

## Architettura
L'edificio sorge in posizione leggermente rialzata ed arretrata rispetto alla via, a differenza delle altre ville del comprensorio, come le vicine ville Grimaldi e Lercari Sauli, che sorgono di fronte ad essa, direttamente affacciate su via Daste.

### Esterno

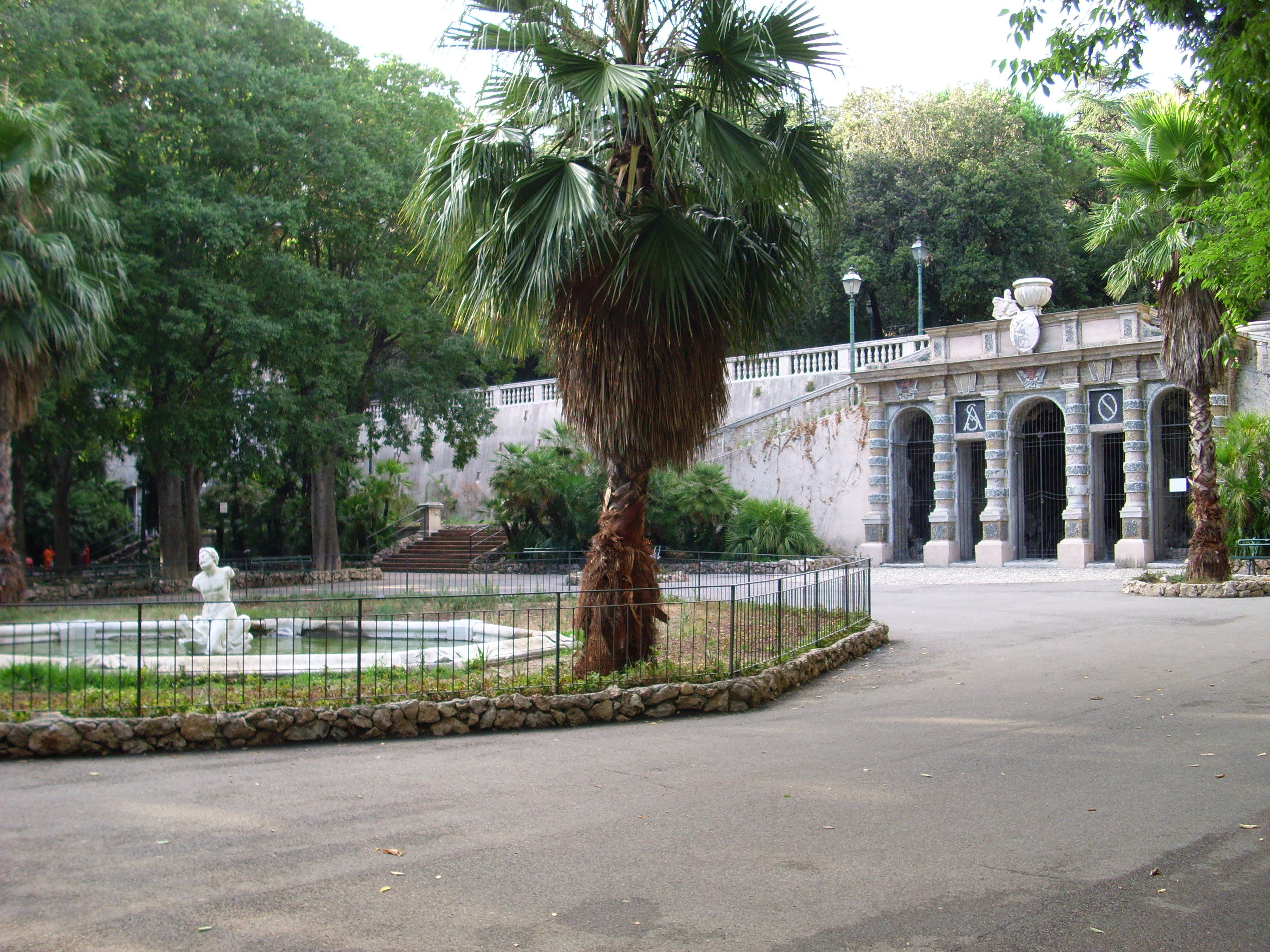
Particolare del giardino con la fontana del Nettuno e il ninfeo

L'aspetto esterno dell'edificio richiama, come quello di molte altre ville patrizie genovesi dell'epoca, quello della Villa Giustiniani Cambiaso di Albaro edificata dall'Alessi nel 1548, che era divenuta modello e fonte di ispirazione per molti architetti di quel tempo. La similitudine tra i due edifici si riscontra nella tripartizione della facciata, dall'uso di soluzioni architettoniche e decorative quali le colonne corinzie, i timpani alle finestre e la ricca decorazione a stucco dei cornicioni.
Il prospetto principale, affacciato su largo Gozzano, in stile manierista, è abbellito da semi-colonne ioniche a piano terra e lesene corinzie al primo piano ed ornata da due raffinati fregi marcapiano in stucco. Completa il primo impatto la grande loggia centrale disposta al piano nobile. Le finestre sono sormontate da timpani ricurvi e triangolari alternati. L'imponenza della facciata, dovuta anche alla notevole lunghezza dell'edificio e ai finestroni della loggia, si completava in origine nel rapporto con il parco: una prospettiva che si sviluppava lungo un asse immaginario che univa idealmente ingresso principale, portone posteriore, viale del giardino, fontane e ninfeo faceva dell'edificio il primo elemento di un complesso più vasto e scenografico che qui trova la sua prima realizzazione della storia.
La facciata posteriore, che un tempo prospettava sul parco, mentre oggi si affaccia su via Cantore, riprende il disegno di quella principale; si caratterizza per il portale centrale, che un tempo dava accesso al parco, sormontato da un terrazzo con tre grandi finestroni, la cui decorazione riprende il motivo di quelli della facciata principale.

### Interno

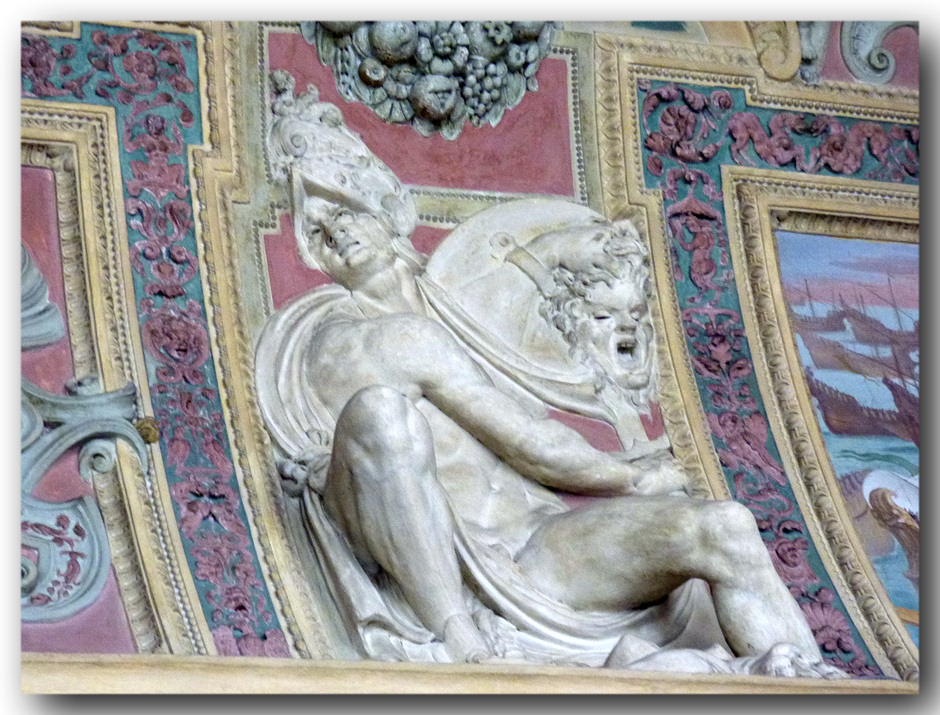
Altorilievo Davide con la testa di Golia

La struttura interna si concentra principalmente negli ambienti dell'atrio e della loggia al piano nobile, collegati dallo scalone a due rampe, riccamente decorati dall'urbinate Marcello Sparzo, autore anche delle quattro statue nelle nicchie dell'atrio e di altre due poste a metà dello scalone, raffiguranti Gio. Giacomo Imperiale, una in veste di doge e una come guerriero.
La volta dell'atrio venne dipinta successivamente da Giovanni Carlone con soggetti mitologici (Sansone vince il leone), Bernardo Castello affrescò insieme a suoi allievi la volta della loggia con episodi della Gerusalemme liberata, Storie di Davide e Trionfo di Saul. Dalla loggia si accede alla cappella, citata nella relazione del visitatore apostolico Francesco Bossi del 1582 e sconsacrata intorno alla metà del Settecento.

### Giardino

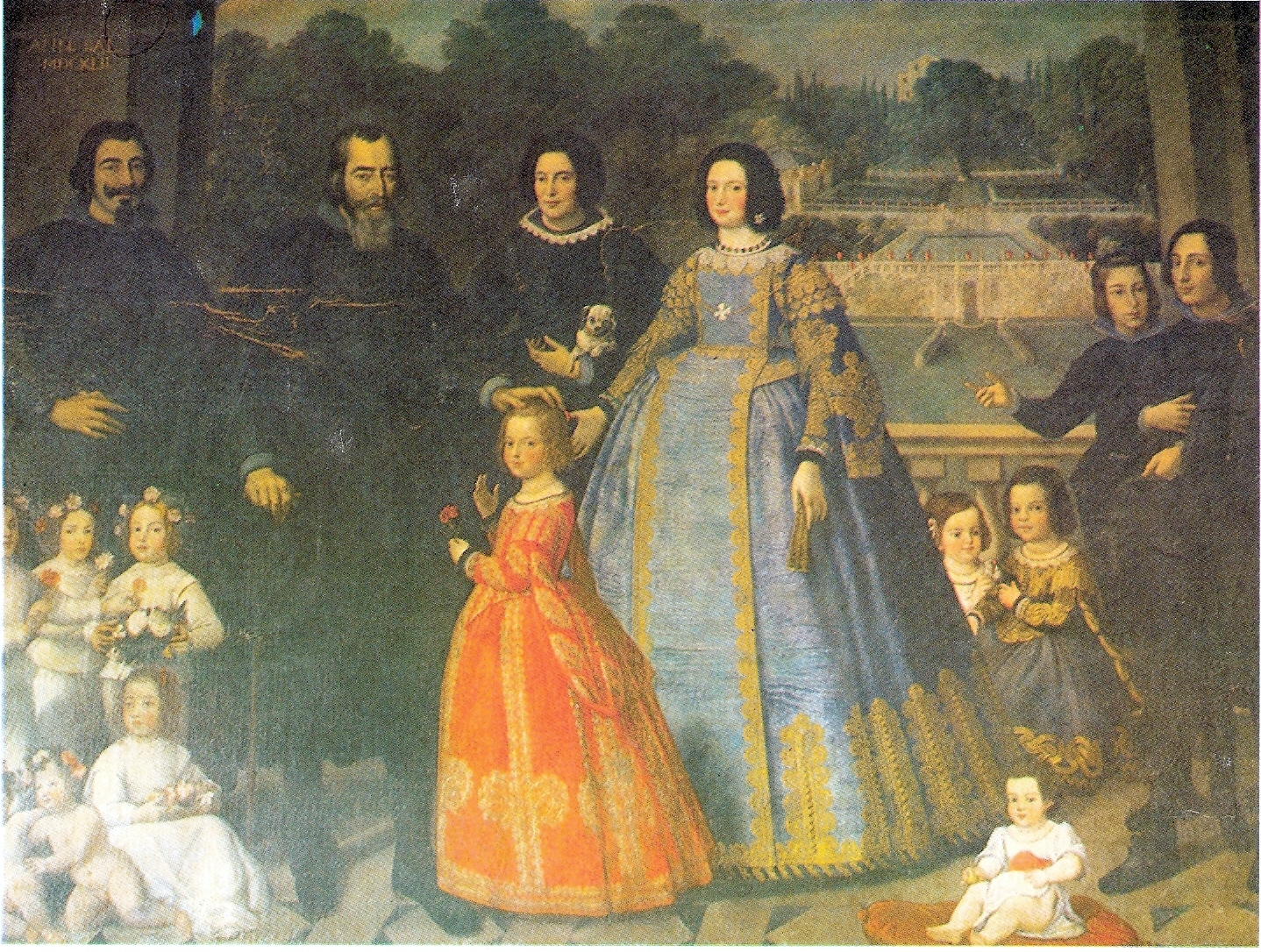
La famiglia Imperiale sullo sfondo del giardino (D. Fiasella e G.B. Casoni, 1642)

Sullo sfondo di un dipinto del 1642 realizzato da Domenico Fiasella con la collaborazione di G.B. Casoni, conservato nella galleria di Palazzo Bianco, che ritrae Gio. Vincenzo Imperiale con la famiglia presso le finestre della loggia posteriore, è ben visibile il giardino della villa con i suoi viali e la successione delle terrazze che risalgono il colle.

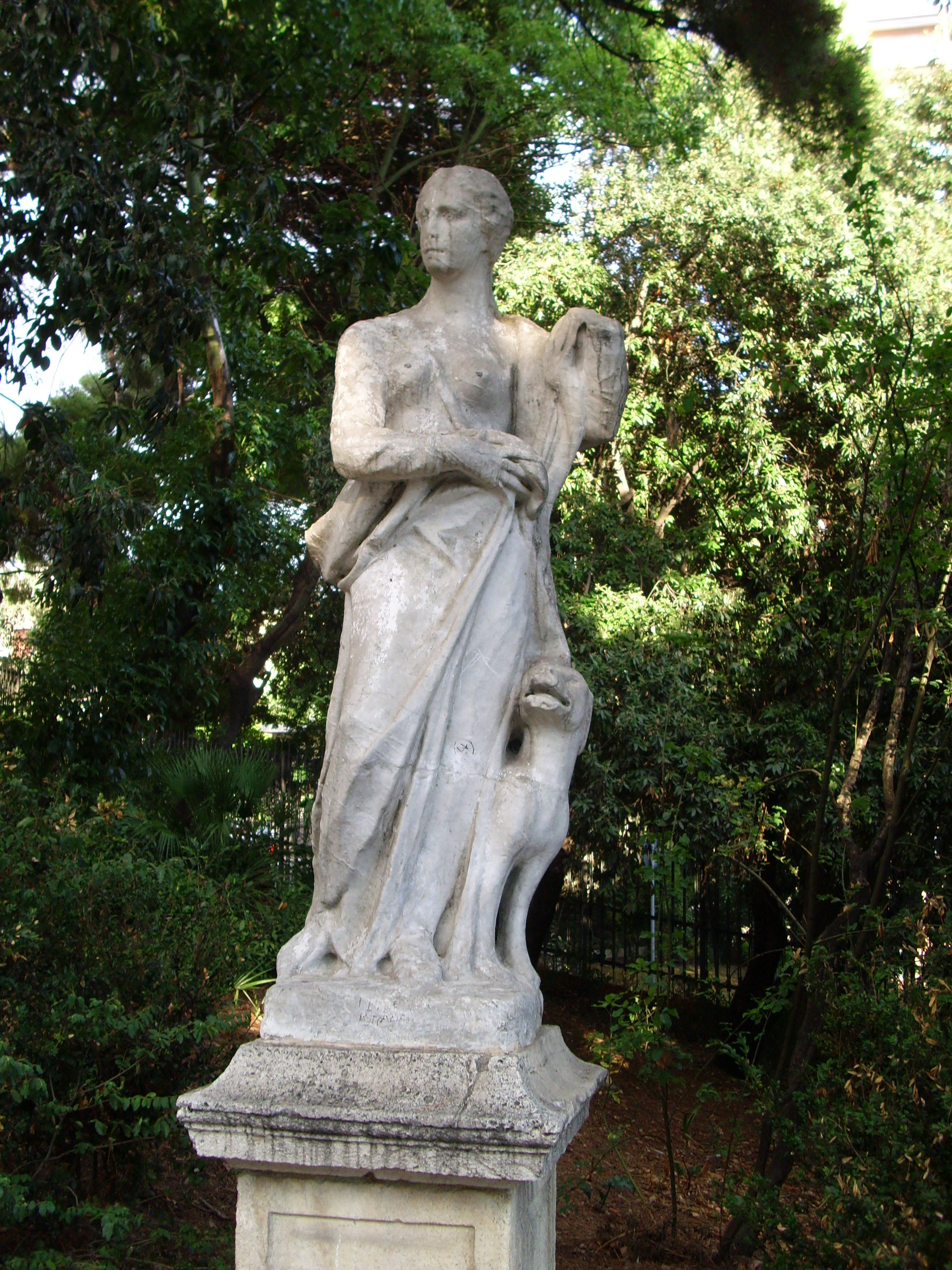
Una delle superstiti statue del viale

Il grande parco, i cui viali risalivano la collina tra grandi alberi, aiuole, statue, fontane e grotte artificiali, culminando con un laghetto artificiale e una grande voliera (scomparsi con la costruzione dell'ospedale), è documentato nei disegni e nelle planimetrie di Martin Pierre Gauthier del 1818-1832. In questi disegni si osserva la successione di terrazze, gli ampi parterre erbosi simmetrici alternati da peschiere e fontane. Concludeva il parco una rigogliosa vegetazione a boschetto che conduceva all'ampio parterre con il laghetto artificiale e la voliera. Oggi si può ancora ammirare il grande ninfeo che fa da cornice alla bella fontana del Nettuno. Lungo il viale restano, in cattivo stato di conservazione, poche delle originali statue marmoree sopravvissute all'incuria e agli atti vandalici ed i basamenti di quelle scomparse, mentre un grande portale sopravvive su corso Scassi, proprio di fronte all'ingresso dell'ospedale.